# Storia della letteratura latina (78-31 a.C.)
Con letteratura latina ciceroniana o cesariana si intende un periodo della storia della letteratura latina il cui inizio è convenzionalmente fissato nel 78 a.C. (anno della morte del dictator Lucio Cornelio Silla) e la cui fine è identificata nel 31 a.C., anno della fine della Repubblica romana e l'inizio dell'Impero romano. Faceva parte del cosiddetto periodo aureo, chiamato anche classico o di transizione (dalla Repubblica all'Impero), insieme al periodo augusteo.

## Contesto storico e caratteristiche letterarie
(Ettore Paratore, Storia della letteratura latina, 1965)

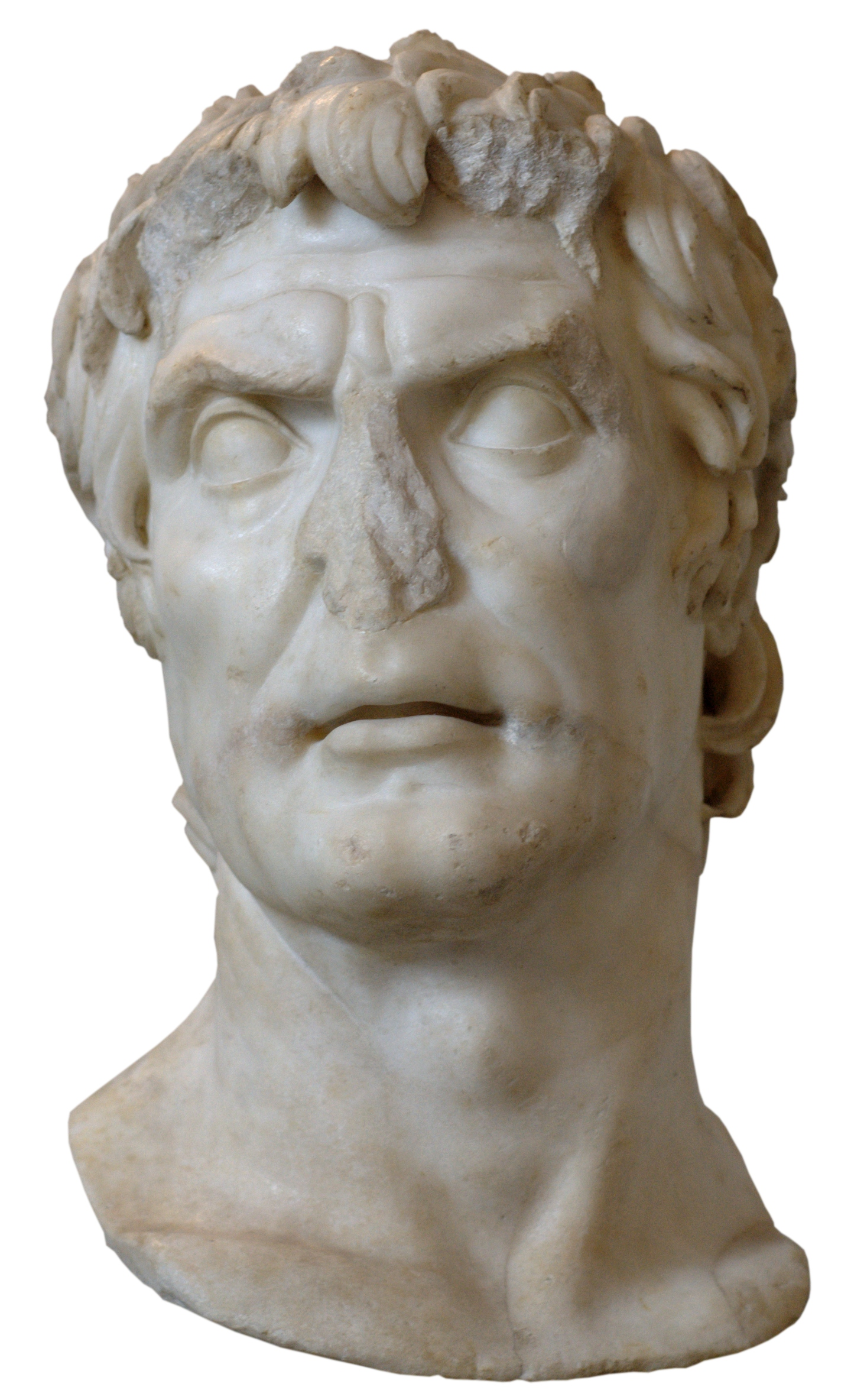
Busto di Lucio Cornelio Silla.

La morte di Silla è l'evento che sembra chiudere un'epoca storica per aprirne un'altra, inizialmente caratterizzata dalla brama di potere degli optimates che scatenò numerose reazioni in tutto il territorio sottomesso da Roma.
Il periodo compreso tra il 78 a.C. ed il 43 a.C. fu caratterizzato da un clima rovente e da un ambiente in cui spiccarono le figure di Sertorio, Spartaco, Mitridate, Lucullo, Catilina, Cicerone, Pompeo, Crasso e Cesare, il grande condottiero che incoraggiò la fusione fra i romani conquistatori e le popolazioni soggiogate.
Fu un'epoca in cui si presentarono grandi novità, sia in ambito civile che letterario: i grandi modelli della letteratura e dell'arte greca, infatti, vennero assimilati e rielaborati in modo tale da essere adeguati alla sensibilità ed alla spiritualità del tempo: il contrasto tra vecchio e nuovo spesso si notò anche nello spirito e nell'opera di uno stesso autore.
Marco Terenzio Varrone detto Reatino (116 a.C.-27 a.C.), definito da Francesco Petrarca il terzo gran lume romano e da Marco Fabio Quintiliano vir Romanorum eruditissimus (l'uomo più erudito fra i romani), rappresentò il più grande consuntivo della civiltà romana tradizionale, basata sull'osservanza del mos maiorum; fu autore, inoltre, di un'analisi della società a lui contemporanea, intrisa di turbinose vicende politiche e di decadenza morale, nella sua opera più caratteristica, i 150 libri di Saturae Menippeae. Varrone fu un autore molto eclettico: le sue opere (circa 74 in 620 libri) sono raggruppabili in opere storiche ed antiquarie, opere di storia letteraria e linguistica, opere didascaliche, opere di creazione artistica; tuttavia, ci sono pervenuti solamente alcuni libri del De lingua latina e i tre libri del De re rustica.
Marco Tullio Cicerone (106 a.C.-43 a.C.), l'autore da cui prende nome questo periodo, fu una delle più complesse e ricche personalità del mondo romano, dominatore della cultura, del pensiero e dell'arte di un'epoca gloriosa. Manifestò la difesa della tradizione politica e culturale dell'età precedente attingendo e rimodernando spunti e teorie da diversi campi della civiltà ellenica, con nuova ricchezza dei mezzi espressivi.
Considerato dai contemporanei il re del foro e da Quintiliano l'exemplum (il modello) a cui si doveva ispirare chi studiava eloquenza, Cicerone, grazie alla sua notevole produzione letteraria (insieme a Varrone, l'autore più fecondo della romanità), alla sua abilità nell'oratoria, alla sua espressione retorica ed al suo ideale di humanitas (basato su un'idea di cultura legata ai più autentici valori umani e sulla dignità della persona), segnò un'orma incancellabile nella storia della lingua latina e si propose come coscienza critica per l'uomo di ogni tempo.

## Lingua
Fu nel I secolo a.C., con l'estensione della cittadinanza romana agli Italici e i cambiamenti sociali che ne derivarono, che a Roma sorse la preoccupazione per la purezza della lingua. Anche sotto la spinta della speculazione linguistica greca, si avviò un processo di regolarizzazione della lingua. In questi tempi fiorirono letterati come Cicerone, che fu oratore e filosofo, oltre che politico (fu console nel 63 a.C., l'anno della congiura di Catilina); o come Catullo e i poetae novi, che rivoluzionarono la lingua poetica. La scrittura non era ignota neppure a 'rudi' condottieri come Cesare, che fu ammiratissimo per il suo stile terso, e di cui restano due opere ancora studiate e apprezzate: La guerra gallica (Commentarii de bello Gallico) e La guerra civile (Commentarii de bello civili).
Tra gli scrittori latini furono grande epigrammiste di questo periodo Catullo che usò i distici elegiaci (in seguito soprattutto Marziale), che con tono arguto, pungente e veloce utilizzò il metro distico o l'endecasillabo falecio.

## Produzione

### Filosofia e politica
(Marco Tullio Cicerone, Tusculanae disp., V, 2, 5-6)
La caratteristica fondamentale della filosofia romana è il suo fine pratico-politico: indicare un ideale di vita per l'individuo e la società. Corrispondentemente alla diffidenza per la teoria e l'interesse per i riflessi pratici delle speculazioni razionali, i romani entrarono in contatto con una filosofia greca già adeguata alla loro mentalità. Il pensiero greco infatti, con cui vengono in contatto i romani era caratterizzato dalla cultura dell'età ellenistica in cui prevalevano ormai correnti di pensiero scettiche che avevano abbandonato gli antichi ambiziosi obiettivi della conoscenza e della metafisica dei grandi filosofi del passato.
Un impulso decisivo alla diffusione della filosofia greca in Roma fu dato da Marco Tullio Cicerone (Arpino 106 a.C.- Formia 43 a.C.) che tradusse e scrisse in latino opere che formarono la base della filosofia romana. Per Cicerone era fondamentale per chi come lui aspirasse a ricoprire incarichi politici nella Roma repubblicana, una formazione culturale che attingesse alla cultura greca. Il primo accostamento di Cicerone al pensiero greco avvenne nell'ambito di uno stoicismo molto diverso però dai suoi più antichi fondatori.
Lo stesso Cicerone ebbe modo di seguire a Roma nell'88 a.C. il filosofo Filone di Alessandria che sosteneva un dogmatismo eclettico della tarda Accademia in cui Platone veniva integrato con elementi aristotelici e stoici. Anche qui veniva attenuato lo scetticismo che era accusato di rendere impossibile non solo la conoscenza ma anche la vita quotidiana. Era vero che i sensi ingannano ma la verità si può comunque raggiungere con il retto uso della ragione.
" Io non sono uno di quelli il cui animo vaga nell'incertezza e non segue principi costanti. Che mai ne sarebbe del pensiero o piuttosto della vita, se togliessimo il metodo non solo di ragionare ma anche di vivere? " (De officiis, II, 7). Quindi Cicerone vuole certezze ma nello stesso tempo, non accetta i contrapposti dogmatismi che generano fanatismo, per cui egli preferisce orientarsi verso un moderato scetticismo. L'esperienza comune e il buon senso, il consenso su verità da tutti condivise sono antecedenti a qualsiasi dottrina e, anche se non certe, sono probabili e bastano a guidare un ideale politico.
Sempre Cicerone chiedeva che la Res publica si reggesse sulla legge che trova il suo fondamento in una legalità naturale. È la stessa natura che impone a tutti di vivere secondo natura e ragione e in quest'ordine legale-razionale spetta ad ognuno assolvere il suo compito nell'ambito del proprio ruolo sociale. La natura, com'era intesa dagli stoici, equiparava gli uomini, non è così per Cicerone: nel suo modello di stato il cittadino, nel limite della appartenenza al suo ceto, dovrà contribuire a instaurare la " iustitia " e la " concordia ". Lo Stato ideale avrà dunque una costituzione mista dove sia presente il consolato, il senato aristocratico e i comizi popolari.

### Grammatica
Marco Terenzio Varrone fu il primo a compiere approfonditi studi sulle più importanti questioni grammaticali e linguistiche del mondo antico (greco e latino) con il suo De lingua latina. Egli aveva avuto in gioventù insegnanti come Lucio Elio Stilone Preconino, che lo fece appassionare agli studi grammaticali, etimologici e oratori, oltre a Lucio Accio, esperto in linguistica e filologia. A quest'ultimo dedicò la prima opera grammaticale, De antiquitate litterarum.

### Oratoria

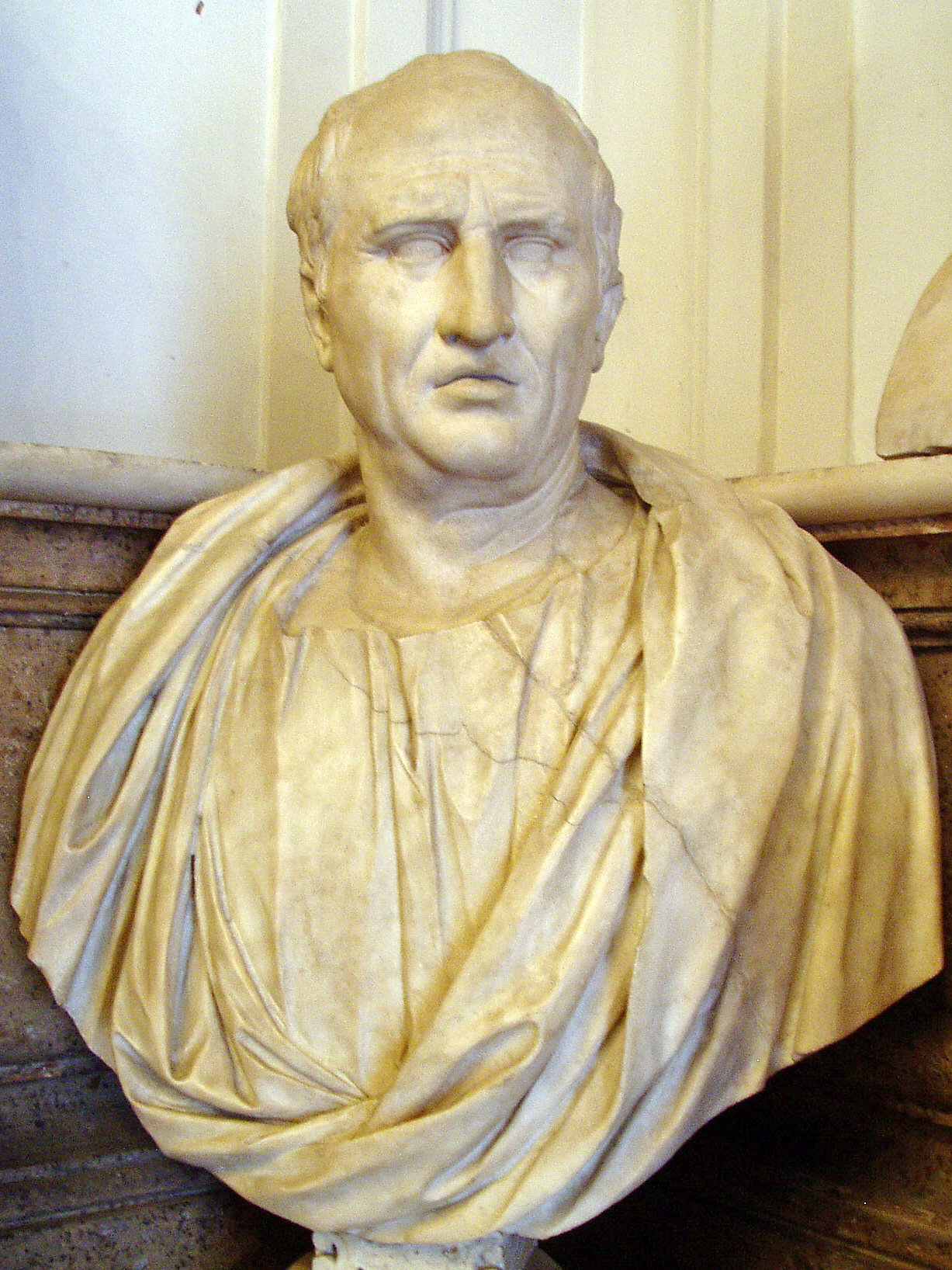
Busto di Cicerone conservato ai musei Capitolini

Tra il 150 a.C. e il 100 a.C. circa si opposero tra loro due scuole oratorie nate in Grecia: quella asiana e quella atticista. L'ampollosità caratteristica dello stile asiano fu incarnata dall'oratore Quinto Ortensio Ortalo. Tra gli oratori atticisti, uno dei più importanti fu certamente Cesare, anche se i suoi discorsi sono andati perduti. E se Cicerone è riconosciuto come il più importante retore latino, fu anche un grande oratore (a lui si deve la diffusione dello stile rodiese, con la sua prosa più temperata rispetto all'Asianesimo, ma priva dell'asciuttezza dell'Atticismo), sia per le sue opere teoriche, in cui entrò nel merito dei principali dibattiti in corso.
Accanto alla scuola attica e alla scuola asiana, vi era, infatti, anche una terza scuola retorica, detta rodiense, dalla città di Rodi. Esponente principale della scuola rodiense, sintesi delle vene stilistiche contenutistiche delle altre due scuole, fu quindi Cicerone, cui maestri furono Apollonio di Alabanda ed il suo seguace Apollonio Molone.

### Poesia
(Cat., Carmina XCV, 9)

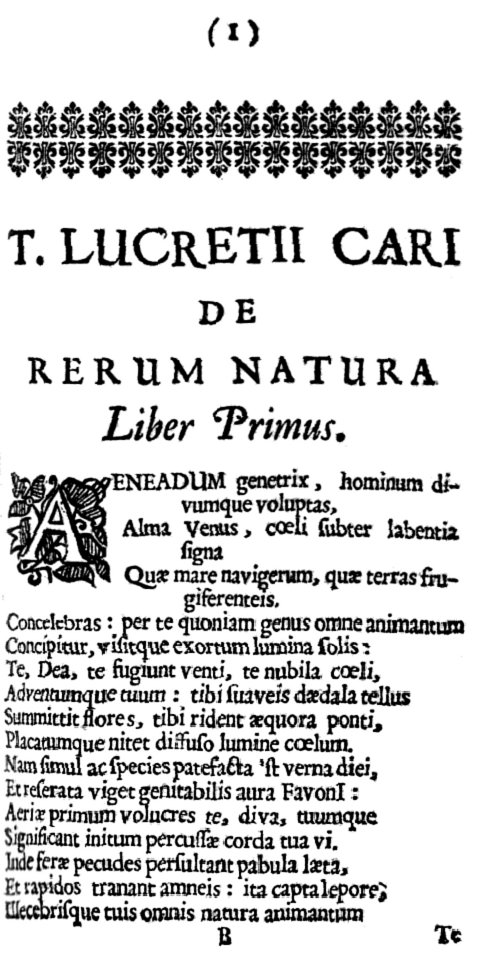
Il frontespizio del De rerum natura, principale opera di Lucrezio.

Le origini dell'elegia latina costituiscono un problema su cui fin dall'inizio del XX secolo si è misurata la critica letteraria per definire i rapporti della poesia augustea con quella catulliana e con l'epigramma greco. Oggi, seguendo la via segnata da Wilamowitz e Funaioli si preferisce evidenziare la maggiore soggettività dei poeti latini già a partire da Catullo, e la commistione di generi ereditata dall'analoga tendenza della letteratura alessandrina.
Si possono inoltre ipotizzare tramite il confronto con l'elegia greca degli antecedenti preletterari dell'elegia, rintracciabili nei carmina convivalia e nelle laudationes militari, che richiamano i paralleli contesti della lirica greca arcaica. Così come questa derivò i suoi metri e il suo linguaggio dall'epica omerica, anche la letteratura latina affonda nelle sue tradizioni guerriere sia l'epica che l'elegia: il distico elegiaco appare in latino già nell'epigramma funerario attribuito ad Ennio.
Ma l'elegia di stampo ellenistico fece il suo ingresso a Roma tramite la generazione dei Poetae novi. In essi l'apparato di conoscenze legate alla mitologia diversamente dai predecessori orientali non è più il centro del gioco poetico, ma ne è un ingrediente accessorio volto a mettere in evidenza lo spirito irruente del sentimento di chi scrive.
Gaio Elvio Cinna va ricordato come autore di elegie di tipo sia erudito che erotico-sentimentale, grazie all'influenza esercitata su di lui e su Cornelio Gallo dal poeta Partenio di Nicea. La poesia elegiaca deve moltissimo alla lirica neoterica che mutuò le modalità dell'elegia ellenistica e a Catullo che ne diede saggi di grande raffinatezza formale ed eleganza concisa.
Temi originariamente catulliani sono nell'elegia la rivolta morale, il gusto dell'otium come estraneità all'impegno civile e politico. L'elegia trova in Catullo anche l'abbozzo della nuova forma compositiva (soprattutto nel carme LXVIII, in cui è rilevante l'elemento mitologico). Di questa continuità con la tradizione neoterico-catulliana la stessa poesia elegiaca si mostra più volte apertamente consapevole, rendendo il debito omaggio ai suoi precursori.
Assistiamo poi con Tito Lucrezio Caro ad una nuova forma poetica che è la poesia didascalica, con il capolavoro del De rerum natura di natura scientifica-filosofica, in esametri suddiviso in sei libri (raccolti in diadi) che illustrano fenomeni di dimensioni progressivamente più ampie: dagli atomi (I-II) si passa al mondo umano (III-IV) per arrivare ai fenomeni cosmici (V-VI). Si tratta di un genere letterario che - in forma di poema o di più brevi componimenti metrici (capitoli, epistole) - si proponeva di impartire un ammaestramento scientifico, religioso, morale, dottrinale, ecc.

### Retorica
A Roma la retorica fu materia molto studiata e molto praticata, sia nelle sue applicazioni forensi che in quelle politiche: ne è un chiaro esempio Cicerone, con le sue famose Verrine, orazioni scritte contro il propretore della Sicilia Verre; ma non può certo tralasciarsi il ruolo essenziale che, dopo di lui, ebbe Quintiliano, che nella Institutio oratoria elaborò una vera e propria silloge della retorica classica così come si era sviluppata fino alla sua epoca.
Così come per Cicerone è difficile distinguere tra vita ed opere, così in particolare differenziare tra scritti filosofici e retorici è sì pratico e chiaro, ma tuttavia non rappresenta pienamente la concezione e l'opinione di Cicerone. Già nella sua prima opera conservata (De inventione I 1-5) chiarisce che la sapienza, l'eloquenza e l'arte del governare hanno sviluppato un legame naturale, che indubbiamente ha contribuito allo sviluppo della cultura degli uomini e che dev'essere ristabilito. Egli ha in mente quest'unità come modello ideale sia negli scritti teoretici sia anche nella sua propria vita activa al servizio della Repubblica - o almeno è così che egli ha voluto idealizzare e vedere la propria realtà.
Perciò non è affatto sorprendente se Cicerone ha sviluppato i suoi scritti filosofici con i mezzi della retorica e strutturato le sue teorie della retorica su principi filosofici. La separazione tra sapienza ed eloquenza Cicerone l'addossa alla "rottura tra linguaggio e intelletto" compiuta dalla filosofia socratica (De oratore III 61) e tenta attraverso i suoi scritti di "risanare" questa frattura; e quindi per una migliore attuazione la filosofia e la retorica secondo lui devono essere dipendenti l'una dall'altra (v. p.e. De oratore III 54-143); Cicerone stesso dichiara che "io sono diventato un oratore [...] non nelle scuole dei retori ma nei saloni dell'Accademia": con ciò allude alla sua formazione sulle dottrine della Nuova Accademia di Carneade e Filone di Larissa, suo maestro.

### Satira
Dopo Lucilio che portò innovazioni nella satira latina, quale l'aggressività, un maggiore autobiografismo e una significativa selezione metrica, Varrone Reatino piegò il genere verso la Satira menippea: composizioni miste di versi e di prosa, il cui argomento, tono ed intento variava da un componimento all'altro. Avevano come modello Menippo di Gadara, esponente della filosofia cinica (da cui il nome). Erano composte da 150 libri, di argomento soprattutto filosofico ma anche di critica dei costumi, morale, con rimpianti sui tempi antichi in contrasto con la corruzione del presente. Ciascuna satira recava un titolo, desunto da proverbi (Cave canem con allusione alla mordacità dei filosofi cinici) o dalla mitologia (Eumenides contro la tesi stoico-cinica per cui gli uomini sono folli, Trikàranos, il mostro a tre teste, con un maligno riferimento al primo triumvirato).
Vi furono poi alcuni neoteroi (poetae novi) - come Varrone Atacino e Valerio Catone - che si sono dati a detto genere letterario.

### Storiografia e biografie storiche

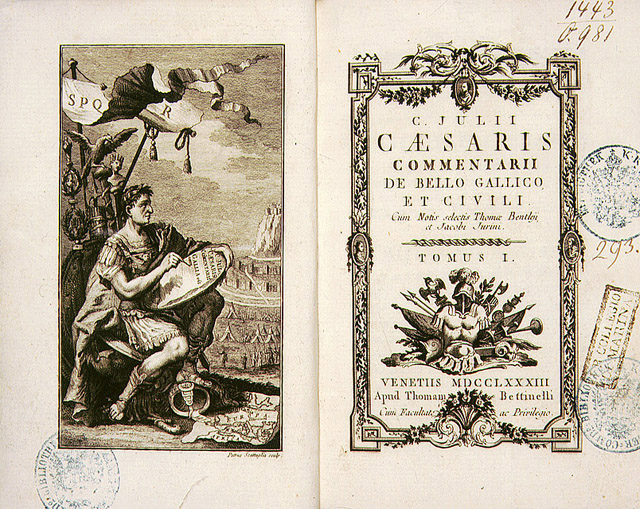
Frontespizio di un'edizione del De bello Gallico e del De bello civili di Giulio Cesare, in un'edizione a stampa del 1783.

Spesso, soprattutto in momenti di agitazione politica o di tumulto sociale, gli storici riscrivono la storia per adattarla ai loro peculiare visione dell'epoca. Pertanto, ci sono stati svariati storici che hanno rimaneggiato un po' la storia per sostenere la loro opinione. Questo è stato particolarmente evidente negli anni settanta a.C. quando si stavano svolgendo le guerre sociali tra i populares condotti da Mario, e gli optimates capeggiati da Silla. Molti autori scrissero storie durante questo periodo, ognuno con la sua prospettiva. Gaio Licinio Macro era contro Silla e scrisse la sua storia, basata su Gneo Gellio in 16 libri dalla fondazione della città fino al III secolo a.C., mentre Valerio Anziate, che era pro-Silla, scrisse una storia in 75 libri, dalla fondazione della città fino al 91 a.C..
Nella storiografia romana i commentarii rappresentano semplicemente una lista di appunti grezzi non destinati alla pubblicazione. Non erano considerati storia nel senso "tradizionale" del termine perché mancavano del linguaggio necessario e dell'abbellimento letterario. In seguito, i Commentarii venivano di solito trasformati in "storia". Molti ritengono che il resoconto di Cesare delle guerre galliche, il Commentarii Rerum Gestarum venne chiamato commentarii per scopi propagandistici. Si ritiene che si tratti realmente di "storia", dato che è scritta così bene, è filo-romana e si adatta molto bene ai modelli tradizionali della storiografia.
Il De bello Gallico è il resoconto di Cesare delle Guerre galliche. Mentre la Guerra infuriava, Cesare dovette subire un'ondata di critiche da Roma. Il De bello Gallico è una risposta a queste critiche, ed un modo con cui Cesare giustificò queste Guerre. Nelle sue argomentazioni asseriva che le Guerre erano sia legittime che pie, e che lui ed il suo esercito avevano attaccato la Gallia per autodifesa. Gli Elvezi stavano organizzando una massiccia migrazione che avrebbe potuto minacciare la provincia Narbonense. Quando un gruppo di suoi alleati gallici venne da Cesare a chiedere aiuto contro questi Elvezi invasori, offrirono a Cesare la giustificazione necessaria per radunare il suo esercito. Creando un resoconto che lo ritraeva come un superbo eroe militare, Cesare riuscì a fugare tutti i dubbi sorti a Roma sulle sue abilità di condottiero.
Mentre è ovvio che Cesare usò questo resoconto per suo proprio tornaconto, non si può comunque affermare che il De bello Gallico sia del tutto inattendibile. Molte delle vittorie di cui ha scritto Cesare, infatti, hanno avuto luogo. Dettagli minori potrebbero essere stati alterati, e la scelta delle parole crea nel lettore una maggior sintonia alla causa di Cesare. Il De bello Gallico è un esempio eccellente del modo in cui, presentandoli sotto altra luce, gli eventi reali possano essere rigirati a vantaggio di una persona. È questa la ragione per cui il De bello Gallico viene spesso ritenuto un commentario, piuttosto che una parte della storiografia attuale.
Gli antichi storici romani non scrivevano nell'interesse di scrivere, ma sforzandosi di convincere i loro lettori. La propaganda fu, quindi, sempre presente nella storiografia romana. Gli antichi storici romani avevano tradizionalmente un bagaglio personale e politico e non erano osservatori neutrali. I loro resoconti venivano scritti secondo le proprie convinzioni morali e politiche.
Come altro esempio storiografico abbiamo poi le biografie di Cornelio Nepote (De viris illustribus), scritte sulla base di fonti greche, spesso consultate in modo troppo superficiale dall'autore, tanto da essere presenti numerosi errori. A Cornelio Nepote, tuttavia, va il merito di aver saputo costruire, pur non avendo ricreato il contesto storico in cui essi vissero, oltre ad una serie di personaggi-protagonisti che esprimono le diverse finalità morali dell'autore. Infatti egli, come del resto quasi tutti gli storici latini, scrisse quasi sempre le sue opere per fini morali. Lo scopo primario dell'opera era dunque quello di delineare tra vizi e virtù un esempio di vita partendo da una serie di personaggi sentiti ancora come esponenti di un grande passato, che l'autore seppe ricostruire a distanza di tempo, quando ormai le rivalità erano attenuate e influenzavano di meno il lavoro del biografo. Egli infatti soleva strutturare le biografie in base ad uno schema nel quale trattava: la nascita del personaggio, la famiglia, l'infanzia, l'educazione, i vizi, le virtù e le imprese, senza soffermarsi eccessivamente su queste ultime.
Vale anche la pena ricordare Diodoro Siculo, il quale, sebbene fosse uno storico greco (circa 90 - circa 27 a.C.), scrisse una monumentale storia universale intitolata Bibliotheca historica, che consisteva in quaranta libri, concepita come una storia universale dall'epoca mitologica fino al primo secolo a.C. (comprese la storia di Roma). Diodoro utilizzò uno stile semplice e diretto nello scrivere, e per le sue informazioni si basò abbondantemente su resoconti scritti, la maggior parte dei quali sono ora andati perduti. Spesso criticato per la sua mancanza di originalità e ritenuto uno storico "taglia e cuci", Diodoro si sforzò di presentare una storia umana e comprensiva in una forma adeguata e leggibile.

### Teatro
Negli ultimi decenni della repubblica, si assiste a una grande crescita di interesse verso il teatro, che ormai non coinvolgeva più solo gli strati popolari, ma anche le classi medie e alte, e l'élite intellettuale. Cicerone, appassionato frequentatore di teatri, ci documenta il sorgere di nuove e più fastose strutture (es. il teatro di Pompeo), e l'evolvere del pubblico romano verso un più acuto senso critico, al punto di fischiare quegli attori che, nel recitare in versi, avessero sbagliato la metrica. Accanto alle commedie, lo spettatore latino comincia ad appassionarsi anche alle tragedie.
La crescente voga degli spettacoli di mimo nell'età di Cesare si ricollega al diffondersi di un gusto veristico che si distacca dalle tradizioni arcaiche, e perciò Plauto ed Ennio sono sentiti come non più attuali - si noti come aspetti veristici siano presenti anche in un letterato raffinato e difficile qual è Catullo. In un periodo di "letterarizzazione" della letteratura romana, il mimo e le atellane sono le prime forme d'arte di ascendenza italica ad essere poste per iscritto: non è casuale che generi considerati inferiori guadagnassero terreno quando i generi ritenuti elevati ne persero.

## Principali autori del periodo

### Marco Terenzio Varrone
Marco Terenzio Varrone nacque a Rieti (o in alta Sabina) nel 116 a.C. (da qui il nome di Reatino) da famiglia di nobili origini. A Roma compì studi avanzati presso i migliori maestri del tempo, tra cui studi di grammatica presso Lucio Elio Stilone Preconino, che lo fece appassionare anche agli studi etimologici, oratori, di linguistica e filologia presso Lucio Accio (a cui dedicò la prima opera grammaticale De antiquitate litterarum). Come molti giovani romani, compì poi un viaggio in Grecia fra l'84 a.C. e l'82 a.C., dove ascoltò filosofi accademici come Filone di Larissa e Antioco di Ascalona, da cui dedusse una posizione filosofica di tipo eclettico. In seguito si schierò dalla parte di Gneo Pompeo Magno, tanto che alla morte del dittatore, Gaio Giulio Cesare, fu inserito nelle liste di proscrizione sia di Antonio che di Ottaviano, interessati più alle sue ricchezze che a punire i congiuranti, da cui si salvò grazie all'intervento di Fulvio Caleno per poi avvicinarsi a Ottaviano a cui dedicò il De gente populi Romani volto alla divinizzazione della figura di Giulio Cesare. Morì quasi novantenne nel 27 a.C. dopo aver scritto una produzione di oltre 620 libri suddivisi in circa settanta opere. Di questa immensa produzione facevano parte:
- opere di erudizione, filologia e storia
- opere giuridiche e burocratiche
- epitomi di grandi opere
- opere di filosofia e agricoltura
- poesia, orazioni, satire, varie prose.

Di questa grande produzione è pervenuta (quasi integra) solo un'opera: il De re rustica; del De lingua Latina sono pervenuti solo 6 libri su 25.

### Cicerone
(Marco Tullio Cicerone)

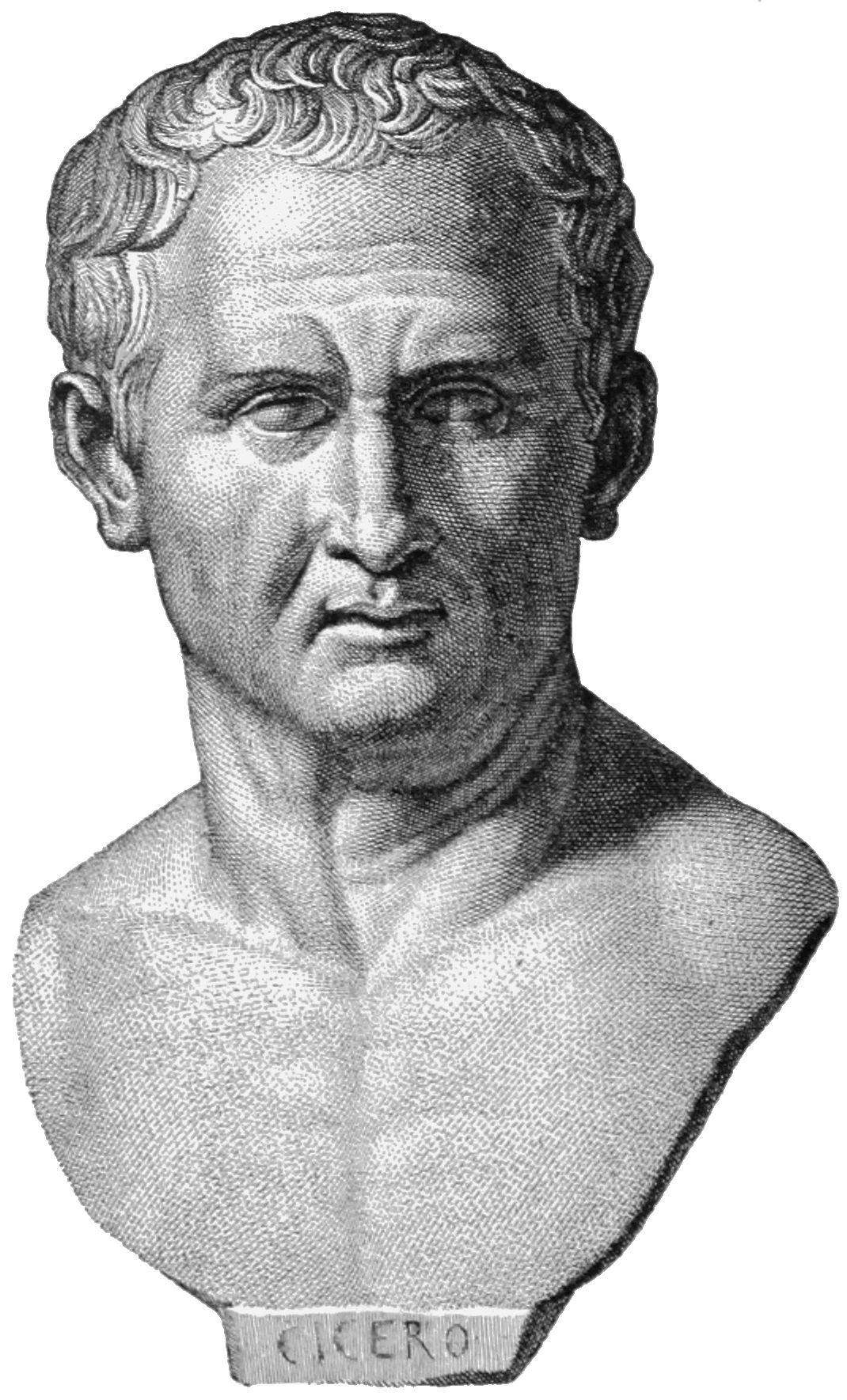
Marco Tullio Cicerone.

Cicerone (106–43 a.C.) fu certamente il più celebre oratore dell'antica Roma. Fu anche filosofo e corrispondente, i cui lavori contribuirono a definire l'età letteraria aurea attraverso la prosa. Riconosciuto come il più importante retore latino, evitò nei suoi testi un'esposizione troppo tecnicistica, preferendo piuttosto fornire una visione non specialistica della retorica e del ruolo dell'oratore, mostrando come essa si radichi nel campo delle lettere e della filosofia: in questo modo, Cicerone intendeva ribadire la nobiltà e l'utilità dell'eloquenza, sottolineandone l'importanza civile e politica.
Nel Brutus egli ritiene completato con sé stesso (non senza un certo fine autocelebrativo) lo sviluppo dell'arte oratoria latina, e già da Quintiliano la fama di Cicerone quale modello classico dell'oratore è ormai incontrastata. Cicerone ha pubblicato da sé la maggior parte dei suoi discorsi; 58 orazioni (alcune parzialmente lacunose) le abbiamo ricevute nella versione originale, circa 100 sono conosciute per il titolo o per alcuni frammenti. I testi si possono dividere grosso modo tra orazioni pronunciate di fronte al Senato o al popolo e tra le arringhe pronunciate in qualità di - utilizzando termini moderni - avvocato difensore o pubblica accusa, nonostante anche questi ultimi abbiano spesso un forte substrato politico, come nel celeberrimo caso contro Gaio Verre, unica volta in cui Cicerone compare come accusatore in un processo penale. Il suo successo è dovuto alla sua abilità di argomentare e stilizzare
, che si sa adattare perfettamente all'oggetto dell'orazione e al pubblico, soprattutto alla sua tattica astuta, che si adatta di volta in volta al particolare uditorio, appoggiando appropriatamente diverse scuole filosofiche o politiche, al fine di convincere il pubblico contrario e raggiungere il proprio scopo.
Per memorizzare i suoi discorsi Cicerone utilizzava una tecnica associativa che venne chiamata tecnica dei loci o tecnica delle stanze. Egli scomponeva il discorso in parole chiave e parole concetto che gli permettessero di parlare dell'argomento desiderato e associava queste parole, nell'ordine desiderato, alle stanze di una casa o di un palazzo che conosceva bene, in modo creativo e insolito. Durante l'orazione egli immaginava di percorrere le stanze di quel palazzo o di quella casa, e questo faceva sì che le parole concetto del suo discorso gli venissero in mente nella sequenza desiderata. È da questo metodo di memorizzazione che derivano le locuzioni italiane "in primo luogo", "in secondo luogo" e così via.

### Gaio Giulio Cesare

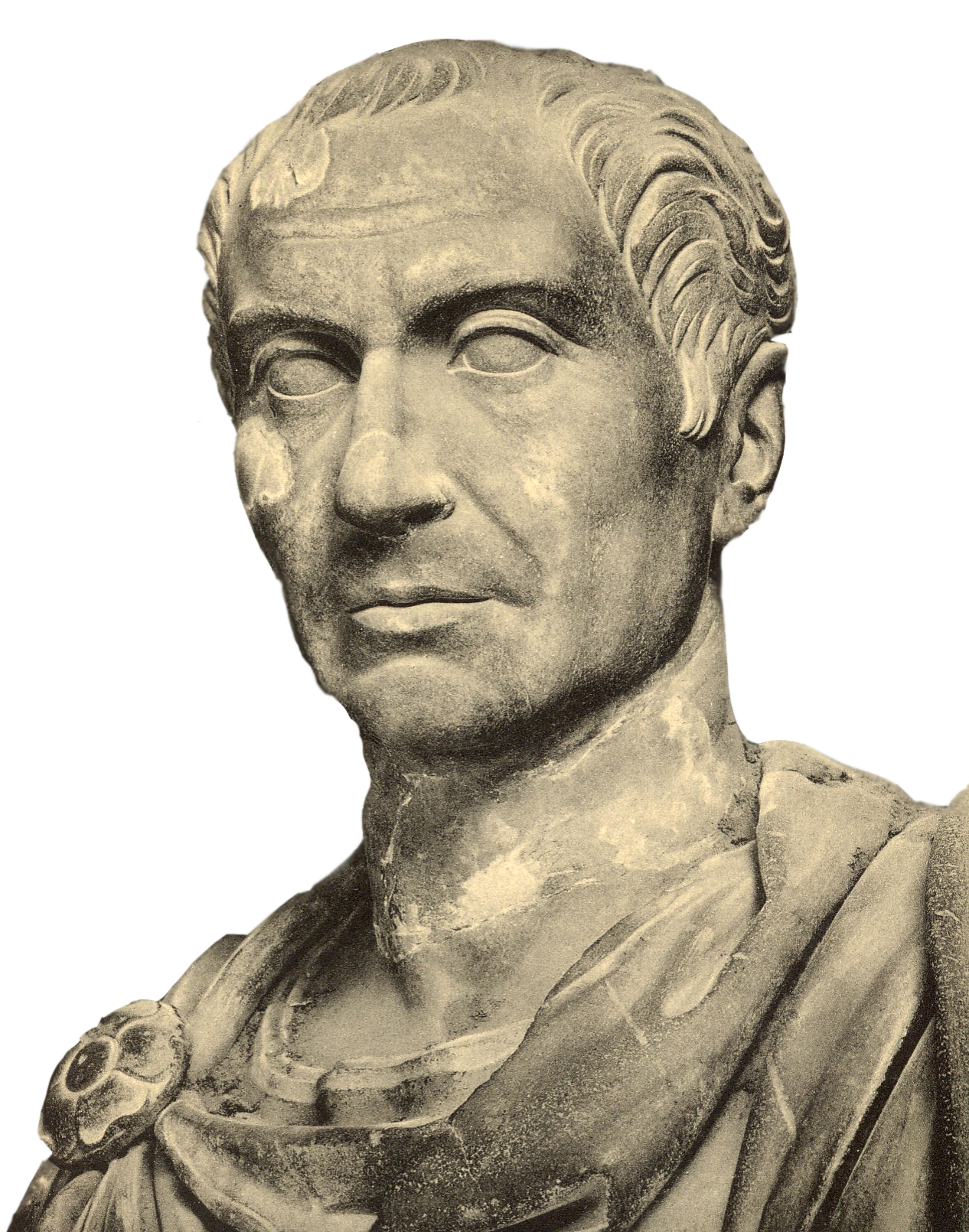
Busto in marmo di Gaio Giulio Cesare.

Giulio Cesare nacque il 12 luglio del 100 a.C. da una famiglia patrizia. Da giovane, fu nominato Flamen Dialis da suo suocero, Lucio Cornelio Cinna. Quando questa carica gli venne portata via da Silla, Cesare passò un decennio in Asia, guadagnandosi una grande reputazione in ambito militare. Al suo ritorno a Roma, venne eletto sia tribunus militum che pontifex maximus. Mentre ricopriva queste cariche, Cesare strinse amicizia con Pompeo e Crasso, i due uomini con cui più tardi avrebbe formato il primo triumvirato. Man mano che gli anni passavano, il riconoscimento dell'abilità politica, militare, ed oratoria di Cesare crebbe ed egli ottenne facilmente le cariche di pretore e di console. Successivamente al suo consolato, Cesare ottenne il controllo delle province dell'Illyricum, della Gallia Cisalpina e Transalpina. Nel 58 a.C. sorsero problemi nelle province galliche, accendendo la scintilla di una delle più importanti guerre della carriera di Cesare.
La sua opera di scrittore - racchiusa principalmente nei suoi commentari sulla guerra in Gallia (De bello Gallico) e sulla guerra civile contro Pompeo e il senato (De bello civili) - pone Giulio Cesare tra i più grandi maestri di stile della prosa latina.
Le narrazioni, apparentemente semplici ed in stile diretto, sono di fatto un annuncio molto sofisticato del suo programma politico, in modo particolare per i lettori di media cultura e per la piccola aristocrazia d'Italia e delle province dell'Impero. Le sue principali opere letterarie giunte sino a noi sono:
- i commentari sulle campagne per sottomettere i Galli, fra il 58 e il 52 a.C. (Commentarii de bello Gallico). L'opera consta di sette libri, più un libro ottavo, composto probabilmente dal luogotenente di Cesare, Aulo Irzio, per completare il resoconto della campagna e coprire il lasso di tempo che separa la guerra di Gallia da quella civile: si tratta di un'opera dallo stile lineare ma piacevole, con interessanti riferimenti etnografici sulle popolazioni incontrate durante il viaggio. Cesare, per aumentare l'obiettività dell'opera, usa la terza persona, anche se si tratta chiaramente di un metodo per esaltare la sua figura personale e per metterla in rilievo nella narrazione e nelle vicende descritte.[21] Le descrizioni sono comunque fredde e asettiche, prive di enfasi retorica e partecipazione emotiva: anche le scelte più terribili, come quelle di sterminare migliaia di persone, appaiono così non solo necessarie, ma addirittura prive di un'alternativa. Il De bello Gallico risulta così essere un'apologetica opera di propaganda della campagna di Gallia;[22]
- i commentari sulla guerra civile contro le forze di Pompeo e del senato (Commentarii de bello civili). In tre libri Cesare spiega e racconta la guerra civile del 49 a.C. ed il suo rifiuto di ubbidire al senato;
- un epigramma in versi su Terenzio, del quale sono giunti a noi solo alcuni frammenti.

Le opere perdute includono: diverse orazioni (in una di esse - l'elogio funebre della zia Giulia - si affermava la discendenza della gens Iulia da Iulo e quindi da Enea e Venere); un trattato in due libri su problemi di lingua e stile (De analogia), terminato nell'estate del 54; vari componimenti poetici giovanili; una raccolta di detti memorabili; un poema sulla spedizione in Spagna nel 45; un pamphlet in due libri, intitolato Anticato o Anticatones, contro la memoria di Catone Uticense, scritto in polemica con l'elogio di Catone composto da Cicerone su richiesta di Bruto.
Infine, opere spurie sono, oltre al libro ottavo del De bello Gallico, tre opere del cosiddetto Corpus Caesarianum:
- Bellum Hispaniense, sulla guerra in Spagna
- Bellum Africum, sulla guerra in Africa
- Bellum Alexandrinum, sulla guerra in Medio Oriente ed Egitto

e i resoconti degli ultimi avvenimenti della guerra civile, composti da ufficiali di Cesare. In queste tre ultime opere risulta evidente il diverso stile della prosa, evidentemente meno limpido ed entusiasmante di quello utilizzato da Cesare nelle sue due opere.
Gli autori di queste opere spurie erano probabilmente dei luogotenenti molto fedeli a Cesare, tra i quali figurano Gaio Oppio e, forse nella redazione del Bellum Alexandrinum, lo stesso Aulo Irzio.
Sulla figura di Cesare come scrittore, significativo è il passo di Svetonio che racconta di quanto Cesare avesse "eguagliato o superato la gloria dei migliori, tanto nell'eloquenza quanto nell'arte militare". Lo stesso Cicerone di lui diceva: "Non vedo a chi Cesare debba cedere il passo: ha un'esposizione elegante, chiara e, in un certo senso, anche magnifica e generosa".
Cesare fu, oltre che grande protagonista politico delle vicende del suo tempo, anche importante oratore. Le sue orazioni sono andate perdute: esiste un rifacimento sallustiano di quella pronunziata il 5 dicembre del 63, mentre di altre orazioni è rimasta solo notizia (In Dolabellam, Pro rogatione Plautia, Pro Bithinis, Pro Decio Samnite). I giudizi degli antichi sull'eloquenza di Cesare erano concordemente positivi.

### Cornelio Nepote
Cornelio Nepote (100–24 a.C.), nacque ad Hostilla (attuale Ostiglia), un piccolo villaggio della Gallia Cisalpina vicino al Po (non lontano da Verona). Le sue origini cisalpine sono testimoniate da Plinio il vecchio, che lo definì Padi accola, ovvero abitante delle rive del Po. Si trasferì forse nel 65 a.C. a Roma, dove conobbe personalità della cultura del tempo come Cicerone (con il quale ebbe a lungo rapporti epistolari), Attico, Varrone e Catullo. Rimase lontano dalla vita politica. La sua fama rimase legata soprattutto alla raccolta di biografie nei De viris illustribus, della quale resta però solo la sezione sugli antichi condottieri, oltre alle vite di Catone il censore e di Attico. Morì "sotto il principato di Augusto".

### Gaio Sallustio Crispo

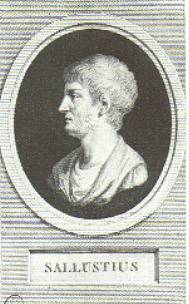
Gaio Sallustio Crispo.

Gaio Sallustio Crispo (86–34 a.C.), più comunemente noto come Sallustio, fu uno storico romano del primo secolo a.C., nato nell'86 a.C. in un centro sabino del Sannio, Amiternum. Esistono delle testimonianze che la famiglia di Sallustio appartenesse all'aristocrazia locale, ma sappiamo anche che non faceva parte della classe governante di Roma. Intraprese quindi la carriera politica come homo novus, in qualità di tribuno militare negli anni sessanta, questore dal 55 a.C. al 54 a.C. e tribuno della plebe nel 52 a.C. Sallustio fu espulso dal Senato nel 50 a.C. per motivazioni morali, ma ravvivò rapidamente la sua carriera legandosi a Giulio Cesare. Fu nuovamente nominato questore nel 48 a.C., fu pretore nel 46 a.C. e, fino al 44 a.C., governò la nuova provincia romana sorta nel territorio della Numidia. La carriera politica di Sallustio finì dopo il suo ritorno a Roma e l'assassinio di Cesare, nel 44 a.C.
Ci sono pervenute intatte due opere storiche che sono state convincentemente attribuite a Sallustio, le monografie Bellum Catilinae e Bellum Iugurthinum. Abbiamo invece solo frammenti di una terza opera, le Historiae. C'è meno accordo sulla paternità di altre opere che gli sono state talvolta attribuite. Nel Bellum Catilinae, Sallustio delinea la cospirazione di Catilina, un patrizio impudente ed ambizioso che tentò di salire al potere a Roma nel 63 a.C. Nell'altra monografia Sallustio usò come sfondo la guerra giugurtina per esaminare l'evoluzione delle lotte partitiche a Roma, nel corso del I secolo a.C. Le Historiae descrivono in generale la storia degli anni 78-67 a.C.
Anche se le reali intenzioni dello scrittore Sallustio sono state a lungo discusse, sembra logico classificarlo come uno storico senatoriale che adottò l'atteggiamento di un censore. I dettagli storici delineati nelle sue monografie servono da paradigma per Sallustio. Nel Bellum Catilinae, Sallustio usa la figura di Catilina come simbolo della nobiltà romana corrotta. Per la verità, molto di quello che Sallustio scrive in questo lavoro nemmeno riguarda Catilina. Il contenuto del Bellum Jugurthinum suggerisce anche che Sallustio era più interessato allo studio dei personaggi (ad es. Mario) che ai dettagli della guerra stessa. Riguardo al suo stile, le influenze principali sul lavoro di Sallustio vanno attribuite a Tucidide e a Catone il censore. L'influenza del primo è testimoniata dall'enfasi in politica, dall'uso delle arcaicità, dall'analisi dei personaggi e dall'omissione selettiva dei dettagli. L'uso di figure retoriche quali l'asindeto, l'anafora e il chiasmo riflette la sua preferenza per il vecchio stile latino di Catone al periodare strutturato ciceroniano della sua era.
Che Sallustio sia considerato o meno una fonte affidabile, a lui è largamente ascrivibile la nostra immagine corrente di Roma nella tarda repubblica. Indubbiamente, lui incorpora nei suoi lavori elementi di esagerazione ed è talvolta stato descritto più come un artista o uno statista che come uno storico. Ma la nostra comprensione delle realtà morali ed etiche di Roma nel primo secolo a.C. sarebbe stata molto inferiore se non avessimo potuto disporre dei lavori di Sallustio.

### Marco Porcio Catone Uticense
Marco Porcio Catone Uticense (95–46 a.C.), se si eccettua l'accusa, non verificata, di ebrius (ubriacone) mossagli da Gaio Giulio Cesare, è descritto, persino dalle fonti a lui ostili, come un personaggio di somma rettitudine, incorruttibile e imparziale, molto scomodo per gli avversari. È mostrato come il campione delle prische virtù romane per antonomasia, uomo fuori del suo tempo, citato ogni qual volta si voleva lodare (o anche sbeffeggiare, come in Marziale) i Romani dei tempi eroici. Nell'esercizio delle sue funzioni, si oppose all'illegalità, dichiarandosi custode del mos maiorum e delle istituzioni repubblicane, attaccando chiunque non si muovesse entro quei limiti. Uniformò tutta la sua vita ai precetti dello stoicismo mostrando grande intransigenza nei confronti di potenti autocrati e dei più spregiudicati mestieranti della politica del tempo, non facendosi per nulla intimorire da minacce palesi contro la sua incolumità.

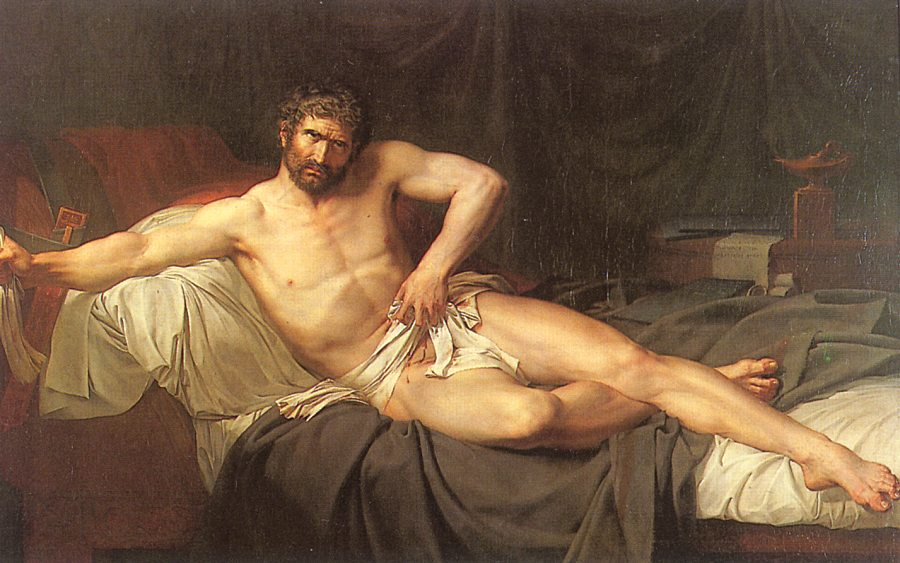
La morte di Catone l'Uticense, nell'opera di Guillaume Guillon Lethière, 1795, San Pietroburgo, Ermitage.

L'Uticense viene comunemente considerato come un grande politico, molto capace, ma soprattutto, un uomo che non avrebbe mai abbandonato la sua libertà politica. Piuttosto di essere catturato e arrestato, preferiva la morte per mano sua, infierendo addirittura contro il suo corpo mentre moriva. È certamente il massimo simbolo della libertà sociale, di pensiero e politica in assoluto, fatto ripreso persino da Dante Alighieri nel Purgatorio, Canto I, ponendolo non fra i suicidi, ma a guardia del regno dell'espiazione dei peccati.
(Dante Alighieri, Purgatorio, Canto I vv 70-75)

### Tito Lucrezio Caro
Della vita di Tito Lucrezio Caro (98/96–55/53 a.C.), ci è ignoto quasi tutto. Non compare mai sulla scena politica romana né sembra esistere nelle testimonianze dei contemporanei, eccezion fatta per la lettera di Cicerone ad Quintum fratrem II, contenuta nella sezione Ad familiares, dove il celebre oratore accenna all'edizione postuma del poema di Lucrezio, che egli starebbe curando. Fu poeta e filosofo del suo tempo. Nella sua opera riscontriamo il suo desiderio di pace per il popolo romano. Questo anelito così forte alla pace è peraltro riscontrabile non solo in Lucrezio, ma anche in Catullo, Sallustio, Cicerone, Catone l'Uticense e perfino in Cesare: esso rappresenta il desiderio di un'intera società dilaniata da un secolo di guerre civili e lotte intestine.
Lucrezio fu un personaggio scomodo: gli ideali epicurei di cui era profondamente intriso corrodevano le basi del potere di una Roma alla vigilia della congiura di Catilina. In un'epoca di tensioni repubblicane, infatti, isolarsi dalla realtà politica nell'hortus epicureo significava sottrarsi ai negotia politici e uscire di conseguenza anche dalla sfera d'influenza del potere. Le più forti correnti stoiche, ostili all'epicureismo, avevano permeato la classe dirigente romana in quanto più conformi alla tradizione militarista dell'Urbe. Lucrezio scrisse la sua opera più importante, il De rerum natura:
- sia per ragioni etico-filosofiche, essendo il poeta un epicureo e desiderando, pertanto, invitare il lettore alla pratica di tale filosofia ed incitandolo tuttavia a liberarsi dall'angoscia della morte e degli dèi;
- sia per ragioni storiche, essendo Lucrezio conscio che la situazione politica a Roma peggiorava di giorno in giorno a causa delle continue guerre civili e conseguenti dissidi interni. Egli, infatti, con un evidente positivismo, voleva incoraggiare il cittadino-lettore romano a non perdere la fiducia verso un successivo miglioramento della situazione.

Egli dunque si prospettava di modificare il cammino di Roma, che si era ispirata a principi dello stoicismo e non dell'epicureismo. Egli credeva di dover proporre un modello che abolisse la convinzione provvidenzialistica stoica e più propriamente romana, che imponesse un dovere romano di civilizzare "il mondo allora conosciuto" (come dirà Virgilio ad un Enea che parla alla Sibilla Cumana). Al contrario il mondo romano non è unico nell'universo, che peraltro è infinito, ma è uno dei tanti. Non c'è quindi nessun fine provvidenziale di Roma, poiché quest'ultima è una Grande fra le Grandi, ed un giorno terminerà il suo cammino. La religione, infine, considerata come Instrumentum regni, non deve essere ignorata, ma integrata nel contesto del viver civile come utile, non tanto come vera, ma con il fine di rasserenare l'animo umano e far comprendere la vera natura delle cose.
(Lucrezio, De rerum natura, I, vv. 101-106)

### Marco Celio Rufo
Marco Celio Rufo (87–48 a.C.), si distinse in gioventù per aver intentato alcuni processi contro importanti esponenti dell'aristocrazia senatoria. Apprese l'arte retorica da Marco Licinio Crasso e in particolare da Marco Tullio Cicerone, con il quale strinse un legame di profonda amicizia. Grazie alle sue doti di oratore, con cui sperava di elevare la sua posizione sociale, decise dunque di intraprendere come homo novus la carriera politica.
Nel 56 a.C. fu però a sua volta accusato, anche dalla sua ex amante Clodia, di aver partecipato ad atti di violenza compiuti ai danni degli ambasciatori di Tolomeo XII Aulete, ma fu difeso dallo stesso Cicerone, che pronunciò l'orazione Pro Caelio, e assolto. Eletto al tribunato della plebe nel 52 a.C., rivestì poi altre magistrature e intraprese un importante scambio epistolare con lo stesso Cicerone, che durò fino al 48 a.C., quando Celio trovò la morte mentre era impegnato ad organizzare un tentativo di rivolta contro Gaio Giulio Cesare.
Dell'attività oratoria di Celio restano pochissimi frammenti, tuttavia ci rimangono le testimonianze di Cicerone, Quintiliano e Tacito. Egli fu allievo di Cicerone, che lo definì «lectissimus adulescens», ovvero «giovane eccellente», perfettamente padrone dell'ars rethorica. Secondo la testimonianza di Marco Fabio Quintiliano, Celio era solito fare uso, nei suoi discorsi, di sarcasmo, mescolando serio e ridicolo e narrando, all'interno delle sue orazioni, aneddoti divertenti. Secondo Lucio Anneo Seneca, egli fu invece uomo particolarmente iracondo, tanto da attaccar briga con chiunque gli fosse vicino. Per Ambrogio Teodosio Macrobio, infine, Celio fu uomo noto alla folla della plebe, cui si mescolava per creare disordini.

### Gaio Valerio Catullo

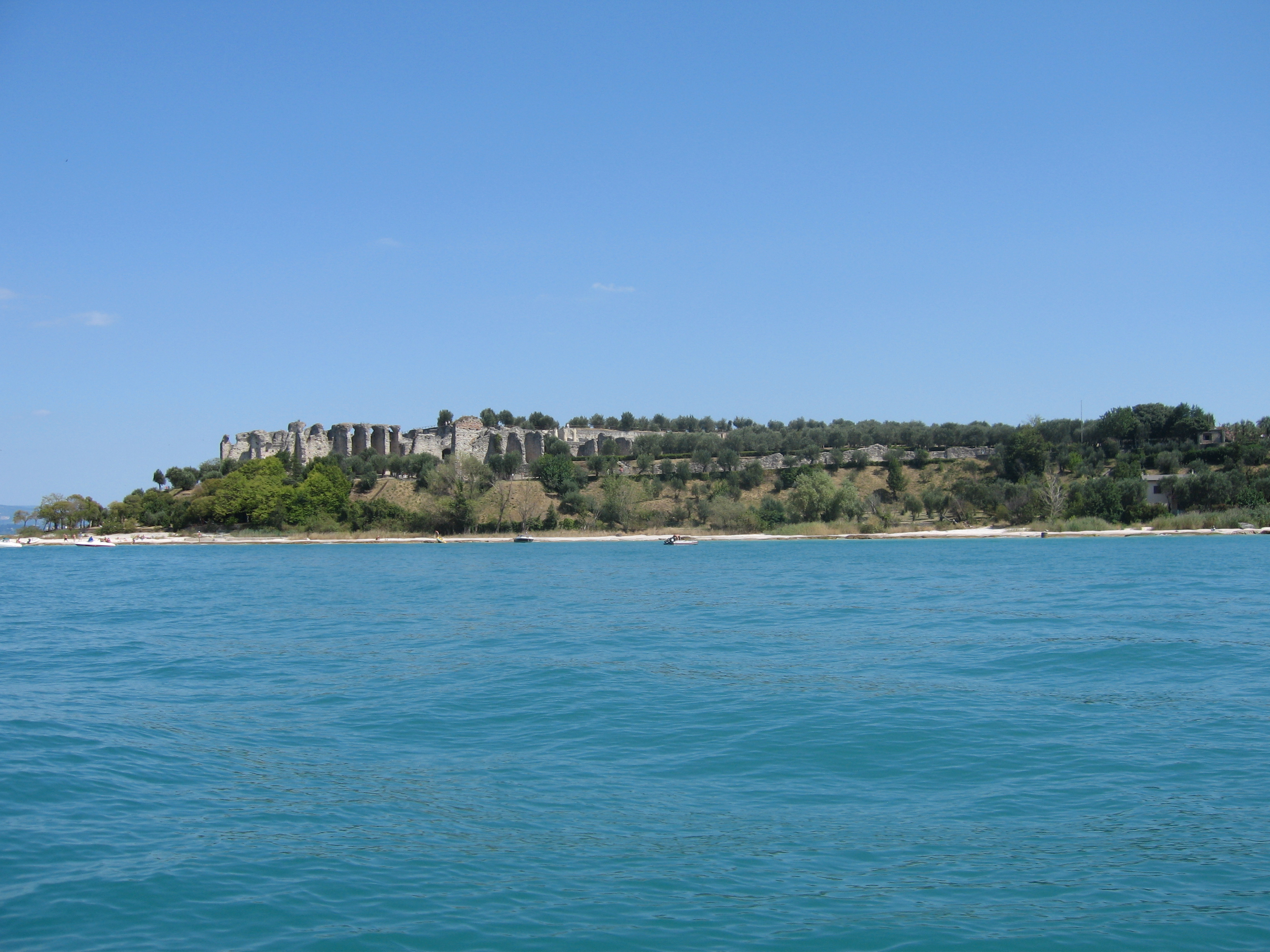
La villa paterna di Catullo a Sirmione sul lago di Garda, dove il poeta trascorse numerosi periodi della sua vita.

Gaio Valerio Catullo (84–54 a.C.), proveniva dalla Gallia cisalpina, essendo nato a Verona nella futura regione augustea della Venetia et Histria. Apparteneva ad una famiglia agiata. Stando a quanto racconta Svetonio, il padre ospitò Quinto Metello Celere e Gaio Giulio Cesare in casa propria al tempo del loro proconsolato in Gallia. Trasferitosi a Roma intorno al 61-60 a.C., cominciò a frequentare ambienti politici, intellettuali e mondani; conobbe personaggi influenti dell'epoca, come Quinto Ortensio Ortalo, Gaio Memmio, Cornelio Nepote ed Asinio Pollione; ebbe, infine, contatti non proprio amichevoli con Cesare e Cicerone, il quale lo soprannominò "Poeta Nuovo", in modo però del tutto dispregiativo. Egli si allontanò diverse volte da Roma, alloggiando soprattutto nella villa paterna di Sirmione, sul lago di Garda, luogo a cui era particolarmente affezionato per il suo fascino ameno e il legame che aveva con la sua terra di origine, oltreché fonte di ispirazione per la sua poetica.
Insieme ad una stretta cerchia d'amici letterati, quali Licinio Calvo ed Elvio Cinna fondò un circolo solidale per stile di vita e tendenze letterarie. Fu il più noto rappresentante della scuola dei neoteroi (cioè "poeti nuovi"), che si ispiravano al poeta greco Callimaco, il quale creò un nuovo stile che rappresentava una netta censura verso la poesia epica di tradizione omerica. Sia Callimaco che Catullo, infatti, non descrivevano le gesta degli antichi eroi o degli dèi (eccezion fatta, forse, per i carmina 63 e 64) ma si concentravano su tematiche legate ad episodi recenti o quotidiani. Da questa matrice callimachea nasce l'esigenza di creare versi brevi, una poesia erudita e stilisticamente perfetta. Si sviluppano così generi quali l'epillio, l'elegia erotico-mitologica e l'epigramma. Catullo stesso definì il suo libro expolitum (cioè "levigato") a riprova del fatto che i suoi versi furono particolarmente elaborati e curati. Inoltre, al contrario della poesia epica, l'opera catulliana intendeva evocare sentimenti ed emozioni profonde nel lettore.
Catullo non partecipò mai attivamente alla vita politica della capitale. Preferì fare della sua poesia un ludus fra amici, una poesia leggera e lontana dagli ideali politici tanto osannati dai letterati del tempo:
(Catullo, Carmina 93.)
Durante il suo soggiorno prolungato a Roma ebbe una relazione travagliata con la sorella del tribuno Clodio, tale Clodia Viene soprannominata nei carmi con lo pseudonimo Lesbia in riferimento alla poetessa greca d'amore Saffo dell'isola di Lesbo. La loro relazione fu alquanto travagliata, alternando periodi di litigi a riappacificazioni.

### Altri autori minori
- Tito Pomponio Attico (112/109 – 35/32 a.C.), ricco di interessi culturali ed artistici, proprietario di una biblioteca, lettore attento dei testi di Cicerone, di cui fu editore, compose anche alcune opere: una cronologia della storia romana, il Liber Annalis del 47 a.C., ricerche genealogiche su alcune gentes, didascalie in versi a ritratti di uomini illustri e un'opera in greco sul consolato di Cicerone, omaggio affettuoso che aiuta a capire la natura disinteressata della loro amicizia.
- Servio Sulpicio Rufo (106–43 a.C.), giurista e poeta, amico di Cicerone, con cui fu in corrispondenza, e di Trebazio. Rivestì anche la carica di console repubblicano nel 51 a.C.. iniziò la sua carriera come oratore nel Foro Romano. Sapendo che non avrebbe mai potuto rivaleggiare con il suo maestro Cicerone lasciò la Retorica per Diritto e Politica.[42] Fu un giurista di grande fama, considerato da Cicerone come il primo ad aver elevato la giurisprudenza a vera e propria disciplina, intesa come scientia del diritto.
- Decimo Laberio (105–43 a.C.), forse il più noto autore di mimi della Letteratura latina dopo Publilio Siro, suo contemporaneo. Aulo Gellio, vissuto all'epoca degli Antonini, invece, nelle Noctes Atticae lo accusa di stravaganza per l'uso singolare dei vocaboli latini che faceva, in particolare per i suoi neologismi. Si dice che le donne recitarono per la prima volta a Roma nei suoi mimi.
- Marco Furio Bibaculo (73 a.C. - ?), fece parte del circolo dei poetae novi ed è probabilmente da identificare con il Furio cui si rivolge Catullo nel carme 11. Scrisse violenti epigrammi satirici[43] contro Augusto e forse contro Cesare, a noi non pervenuti. Secondo quanto attesta Plinio il vecchio, fu autore anche di un'opera in prosa, Lucubrationes ("Veglie"), probabilmente di carattere erudito come si evince già dal titolo, e di un poema epico sulla guerra gallica di Cesare, gli Annales, di cui restano però pochissimi frammenti.
- Gaio Oppio (I secolo a.C.), segretario di Giulio Cesare, probabile autore di testi sotto il nome di Cesare stesso. Fu autore di varie biografie (tra cui quella dello stesso Cesare, di Publio Cornelio Scipione Africano e di Gaio Cassio Longino), e di un libro in cui sosteneva che Cesarione non era in realtà figlio di Cesare. Gli vengono attribuiti il Bellum Hispaniense, il Bellum Africum e il Bellum Alexandrinum.[44][45]
- Gaio Mazio (I secolo a.C.), ricoprì incarichi pubblici, corrispondente di Cicerone.
- Publilio Siro (I secolo a.C.), scrittore di mimi e massime. Insieme a Decimo Laberio fu il più noto autore di mimi della Letteratura latina. Quanto alla vita, ci sono state tramandate, come del resto in altri casi, poche informazioni: probabilmente originario dell'Antiochia, fu prima schiavo poi liberto; visse nel I secolo a.C. a Roma, negli anni che videro la Repubblica diventare un principato, fu contemporaneo di Cesare, Ottaviano, Marco Antonio, Cicerone e ancora di Virgilio e Orazio; fu quello uno dei periodi più fiorenti della Letteratura latina. Della sua produzione rimangono una raccolta di aforismi e citazioni, le Sententiae, e i titoli di due opere: Murmurco (Il Brontolone) e Putatores (I Potatori).
- Quinto Cornificio (I secolo a.C.), ricoprì incarichi pubblici, fu probabilmente quello scrittore di retorica citato anche da Quintiliano,[46], di cui non si ha nessuna notizia certa e che viene indicato come il probabile autore della Rhetorica ad Herennium[47][48] attribuita impropriamente anche a Cicerone.
- Publio Nigidio Figulo (98–45 a.C.), nacque in una famiglia plebea. Ricoprì il tribunato della plebe nel 59 a.C. e fu nominato pretore nel 58 a.C.. Fu amico di Marco Tullio Cicerone. Fu esponente dell'eclettismo erudito di origine alessandrina, alla maniera di Marco Terenzio Varrone e la sua figura ebbe rilievo nella ripresa (che egli avrebbe promosso a Roma) di elementi delle dottrine pitagoriche confluiti nel movimento orfico organizzato in comunità, con rilevanti motivi magico – astrologici di origine orientale. Tutte le sue opere andarono perdute, ma attraverso Seneca, Aulo Gellio, Servio Mario Onorato e Macrobio si poté risalire ai titoli e agli argomenti trattati: a metà fra l'astronomia e la filosofia pitagorica erano il De exitis, il De auguria privata, il De somnis e il De dis. Di carattere naturalistico era il De animalibus, il De vento ed il De terris. I Commentarii gramatici erano invece un trattato di grammatica.
- Aulo Irzio (90–43 a.C.), ricoprì incarichi pubblici, fu aiutante di Cesare e storico militare, essendo ormai accertato che scrisse l'ottavo libro del De bello Gallico, l'opera più conosciuta di Cesare.
- Gaio Elvio Cinna (I secolo a.C.), era originario della Gallia cisalpina (Brixia, oggi Brescia). Cicerone includeva Cinna nella cerchia dei poeti neoterici, che si ispiravano ad autori dell'età ellenistica ed erano definiti polemicamente e in maniera spregiativa da Cicerone come poetae novi (nel senso di "quelli alla moda"), e le loro opere erano quindi giudicate negativamente. L'opera principale di Cinna era intitolata Zmyrna (Mirra), un epillio sull'amore incestuoso di Mirra per il padre Cinira. Cinna confidò a Catullo che impiegò nove anni per concludere l'opera. Di questo poema, molto apprezzato all'epoca, in particolare dall'amico Catullo, ci rimangono solo tre versi.
- Publio Valerio Catone (100 a.C. - ?), esercitò fino a tarda età l'attività di maestro di poesia e grammatico. Viene comunemente considerato il fondatore della poetica neoterica ed il primo vero critico letterario del mondo latino: fu spesso equiparato a Zenodoto di Efeso e Cratete di Pergamo, temutissimo filologo. Lavorò sui testi degli arcaici, forse su Lucilio, e compose in proprio opere poetiche (epilli).
- Gaio Licinio Macro Calvo (82–47 a.C.), oratore e poeta.